# 久保慶一
久保 慶一 （くぼ けいいち）は、日本の政治学者、早稲田大学政治経済学術院教授。

## 人物・来歴
東京都生まれ。早稲田実業学校高等部、早稲田大学政治経済学部政治学科を卒業後、ロンドン・スクール・オブ・エコノミクス修了（DPhil修了）。2008年より早稲田大学政治経済学術院准教授、2016年より同教授。